# Vallée de l'Ernz
Vallée de l'Ernz (Ärenzdall en luxemburguès) és una comuna al nord de Luxemburg, al cantó de Diekirch. Va ser creada l'1 de gener de 2012 a partir de les anteriors comunes d'Ermsdorf i de Medernach. Té una àrea de 39.73 km².
Comprèn les viles de Eppeldorf, Ermsdorf, Folkendange, Medernach, Savelborn i Stegen.